# Красный Богдан
Красный Богдан или Красный Богданов — хутор в Чернышковском районе Волгоградской области.
Входит в состав Ёлкинского сельского поселения.